# متئوش میکا

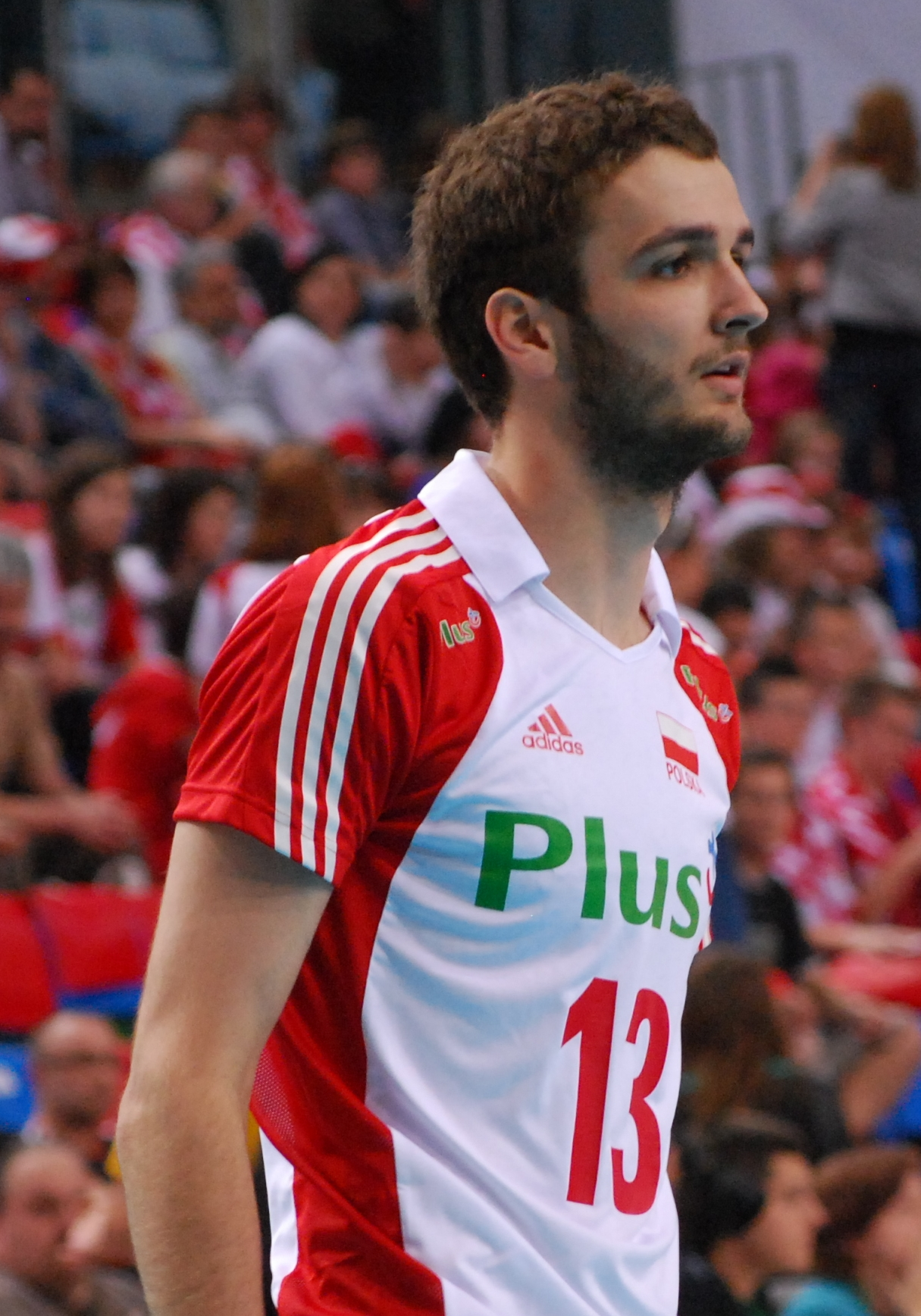
متئوش میکا

متئوش میکا (به لهستانی: Mateusz Mika) (زاده ۲۱ ژانویه ۱۹۹۱) بازیکن والیبال اهل لهستان، عضو تیم ملی والیبال لهستان و باشگاه لوتوس ترفیل گدانسنک است. او به همراه لهستان به مدال برنز قهرمانی اروپا ۲۰۱۱ و مدال طلا قهرمانی جهان ۲۰۱۴ رسیده است.